# Partit Liberal (Moldàvia)
El Partit Liberal (romanès Partidul Liberal, PLR) és un partit polític de la República de Moldàvia d'ideologia liberal. Fins a les eleccions legislatives moldaves de 2005 es deia Partit de les Reformes i defensava una plataforma democristiana. El cap del partit és Mihai Ghimpu, i el seu nebot Dorin Chirtoacă és el vicepresident.
A les eleccions locals de 2007 el partit va obtenir el 18,31% al municipi de Chişinău i 11 escons al Consell Municipal de Chişinău. A les eleccions legislatives moldaves d'abril de 2009 va obtenir el 13,1% dels vots i 15 escons. Posteriorment, a les eleccions legislatives moldaves de juliol de 2009 va obtenir el 14,7% dels vots i uns altres 15 escons. Amb els altres partits de l'oposició va formar la coalició Aliança per a la Integració Europea, que ha aconseguit formar govern.
El 2014 el Partit dels Socialistes de la República de Moldàvia (PSRM) quedà en primera posició obtenint el 20,71 per cent dels vots, però Chiril Gaburici del Partit Liberal Democràtic de Moldàvia (PLDM) va formar govern amb una coalició de PLDM, Partit Democràtic de Moldàvia (PDM) i Partit Liberal.
El primer ministre Valeriu Streleț va ser destituït pel Parlament el 29 d'octubre de 2015 enmig d'una onada de protestes que van durar 3 mesos i el president Nicolae Timofti va vetar la candidatura de Vladimir Plahotniuc afirmant que no reunia "els criteris d'integritat necessaris", i el Partit Democràtic de Moldàvia (PDM) va acordar amb el Partit Liberal Democràtic de Moldàvia (PLDM) i el PL investir primer ministre a Pavel Filip, que el 15 de gener va rebre l'aval de Timofti. El govern de Filip es va veure sacsejat per diverses dimissions de ministres per afers de corrupció. El maig del 2017 el PL de Mihai Ghimpu va abandonar el govern en protesta per la detenció per corrupció de Dorin Chirtoaca, l'alcalde de Chisinau.